# دايورة قصيرة
دايورة قصيرة (الاسم العلمي:Diuris brevissima) هي نوع من النباتات تتبع جنس الدايورة من الفصيلة السحلبية.